# 衛生福利部彰化醫院
衛生福利部彰化醫院，簡稱彰化醫院，為一間直屬中華民國衛生福利部的醫院。位於彰化縣埔心鄉。

## 歷史
彰化醫院成立於1968年，當時院址在彰化縣彰化市中山路二段160號（今彰化市成功停車場），開設一般病床40床，任命林衡機先生為首任院長。為加強南彰化地區醫療服務，配合1990年召開國建六年計畫之省立醫院擴建計畫，1993年度本院開始執行遷移南彰化作業，1998年奉准規劃建造於埔心鄉中正路二段80號的新院區，計佔地面積4.6公頃，建築物本體為3棟聯體8層樓之醫療大樓。一般急性病床計有400床，護理之家、精神科日間照護各50床。新院區於2002年3月完工。

## 外部連結
- 衛生福利部彰化醫院 （页面存档备份，存于）